# Cucq
Cucq é uma comuna francesa na região administrativa de Altos da França, no departamento de Pas-de-Calais. Estende-se por uma área de 13,16 km². Em 2010 a comuna tinha 5 185 habitantes (densidade: 394 hab./km²).